# ماسومی میشینا
ماسومی میشینا (انگلیسی: Masumi Mishina؛ زادهٔ ۱۲ مارس ۱۹۸۲) بازیکن سافت‌بال اهل ژاپن است.